# Мурафський заказник
Мура́фський зака́зник — ботанічний заказник місцевого значення в Україні. Об'єкт природно-заповідного фонду Харківської області. 
Розташований на території Краснокутського району Харківської області, неподалік від села Мурафа. 
Площа 223 га. Статус отриманий у 1984 році. Перебуває у віданні ДП «Гутянське лісове господарство» (Володимирівське л-о, кв. 3, 9, 19, 20). 
Статус надано для збереження частини лісового масиву на лівобережних терасах долини річки Мерла. Зростають дуб, сосна, чорна вільха тощо. Трапляються рідкісні угруповання із Зелених списків Харківщини: чорновільховий ліс папоротевий та фрагменти соснового лісу вересового. Своєрідність флори визначають 11 рідкісних для області бореальні видів, серед яких: плаун булавоподібний, 3 види папоротей, веснівка дволиста тощо.